# Загаза (хижа)
Хижа Загаза се намира в северния дял на Пирин планина, на изток от село Влахи, южно от връх Албутин. Разположена е на 1390 метра надморска височина в местността Загаза (Загаза-чарк), на десния бряг на Мостишка (Загазка) река.
Това е най-новата туристичека хижа в Пирин планина. Бивша сграда на горското стопанство, хижата е изцяло обновена през 2010 година. Представлява триетажна сграда с 14 стаи и капацитет 63 места. Има електричество и водоснабдяване. Разполага с вътрешни тоалетни, баня с топла вода, столова, лавка, външна беседка с барбекю.

## Туристически маршрути и забележителности
Изходни пунктове
- град Кресна. От Кресна до местността Върбите води 15 километрово асфалтово шосе. Оттам до хижа Загаза води камионен път с дължина 11 км, маркиран с жълта боя, а от местността Пещерата до хижата пътят е маркиран с кафява боя.

Маршрути до:
- връх Албутин (4:00 часа). Маршрутът е маркиран с кафява боя. В началото минава по черен път, след това по пътека до дерето при местността Митрев чарк. Пътеката излиза билно при м. Зиданицата, навлиза в клековия пояс при м. Кишиш мандра и при м. Кривата соспа излиза на главното било под в. Албутин.

- хижа Синаница (3:30 часа). Маршрутът е маркиран с кафява боя. Следва камионния път до м. Пещерата. Там се отклонява по пътеката за х. Синаница.

- село Влахи (4 часа). Маршрутът е маркиран със синя боя. Пътеката се отклонява от камионния път х. Загаза - м. Пещерата на 500 метра южно от моста на Влахинска река. Пресича Мостишка (Загазка) река и плавно изкачва хребета Баба. След като прехвърли Баба, пътеката слиза плавно, а преди селото – стръмно към махалата Полето при м. Манастирище. Оттам до центъра на с. Влахи води 6 км коларски път.

- хижа Яворов през м. Черната вода (6:00 часа). Маршрутът е маркиран с кафява и жълта боя. В началото следва камионния път до м. Пещерата. При моста над Влахинска река напуска кафявата маркировка и следва маркираните с жълта боя черен път и пътека до м. Буката, м. Камен клет, и м. Черната вода. Главното било се прехвърля след стръмно изкачване при премката Итипица. Оттам през циркуса Разложки суходол пътеката стръмно слиза до м. Долните поляни и х. Яворов. Маршрутът има още един начален вариант – по пътека, която заобикаля от юг в. Червената скала и излиза при м. Камен клет. Това спестява слизането до м. Пещерата.

- хижа Яворов през в. Албутин (5:30 часа). Маршрутът следва описанието на пътеката за в. Албутин. Маркиран е с кафява боя до премката Итипица и комбинирана маркировка с жълта и червена боя след премката до хижа Яворов.